# Peppe (fumettista)
Giuseppe Durato, meglio conosciuto come Peppe (ペッペ?) (Fossacesia, 24 dicembre 1992), è un fumettista italiano.
La sua prima serie manga, Mingo, è stata serializzata su Big Comic Spirits dal 2019 al 2020. Peppe era un membro del cast della serie televisiva Netflix Terrace House: Tokyo 2019-2020, che lo ha mostrato nel periodo appena prima del lancio di Mingo.

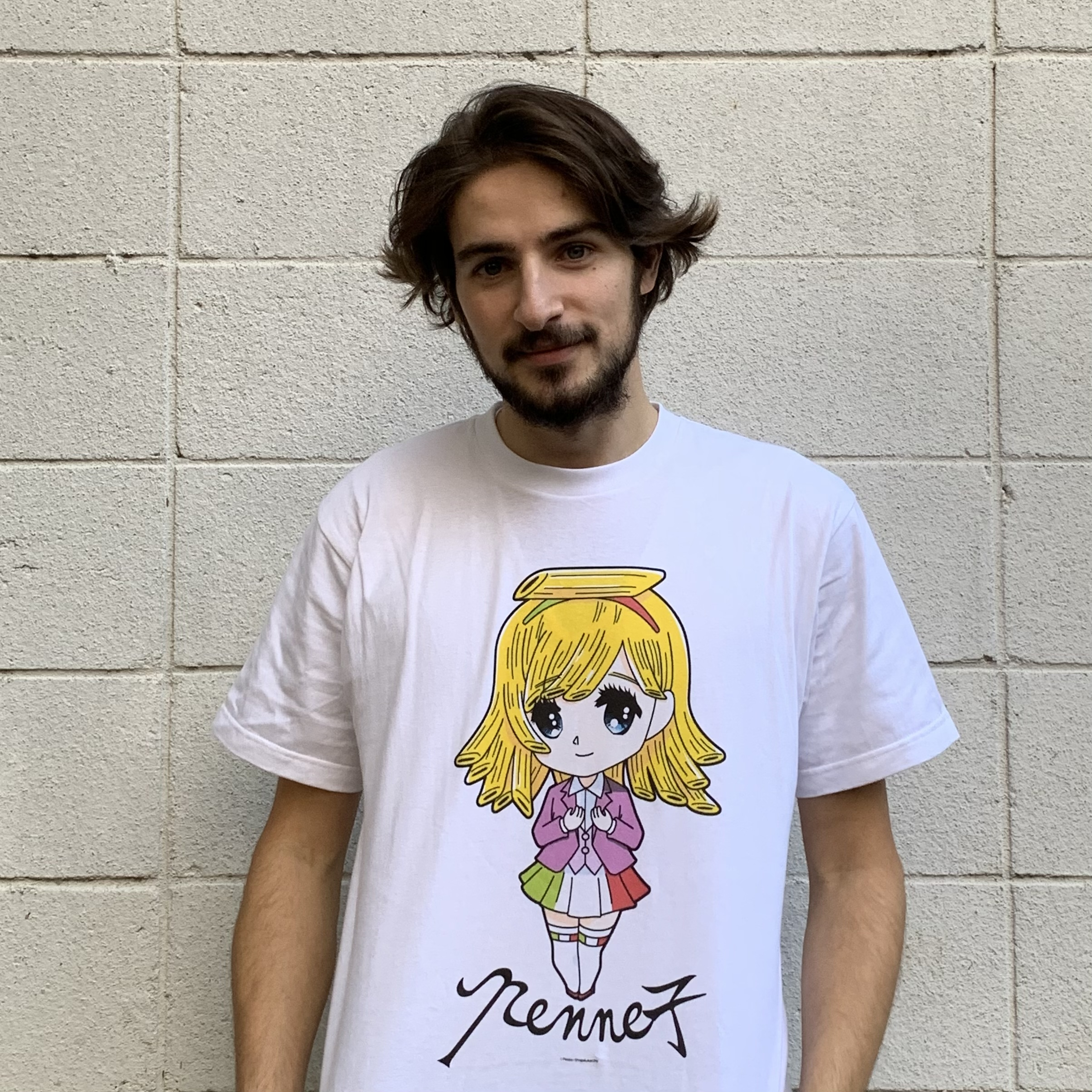
Peppe a Tokyo

## Biografia

### Origini
Nato a Fossacesia, in Italia, da genitori entrambi cuochi, Peppe è il maggiore di tre; ha un fratello e una sorella. Sebbene sia stato un fan dei videogiochi giapponesi, in particolare dei Pokémon, e di anime come Ranma ½, City Hunter e Dragon Ball sin da quando era bambino, non ha imparato a conoscere i manga fino all'età di 16 anni. Pensando di trasferirsi in Giappone, Peppe è entrato all'Università Ca' Foscari di Venezia concentrandosi sugli studi giapponesi per comprendere appieno la cultura prima. Il suo mangaka preferito è Taiyō Matsumoto. Altri artisti da cui è stato influenzato includono Tite Kubo, Takehiko Inoue e Kengo Hanazawa. Peppe è trilingue, in grado di parlare italiano, inglese e giapponese.

### Il trasferimento in Giappone
Dopo la laurea, Peppe ha acquistato un biglietto aereo di sola andata e si è trasferito in Giappone nel gennaio 2015 per diventare un mangaka. Inizialmente ha lavorato in un ristorante a Ginza e ha dato lezioni private di italiano prima di iniziare a lavorare come modello. Ha spiegato che dopo solo un'ora dal suo arrivo in Giappone, a Shibuya è stato scoperto e ha iniziato a lavorare come modello per pagare le bollette. Peppe è stato un assistente dell'artista manga Keiko Nishi. Dopo aver completato una storia manga di cui si sentiva sicuro, ha chiamato la redazione di Big Comic Spirits e ha programmato un incontro per discutere della pubblicazione. Ha presentato questo lavoro, Model Monogatari (モデル物語?), al concorso per il premio mensile di giugno 2017 e ha vinto un premio “alla fatica” che gli è valso 10000 ¥ (circa € 100). Il suo seguente manga Hatsukoi (初恋?) ha vinto un premio di “incoraggiamento” nell'agosto 2017. Nel marzo 2018, Model: Mingo ~ Itariajin ga Minna Moteru to Omou na yo (MODEL：ミンゴ～イタリア人がみんなモテルと思うなよ?) ha vinto una menzione d’onore.
Nel settembre 2019, Peppe è diventato un membro del cast della serie televisiva Fuji TV e Netflix Terrace House: Tokyo 2019-2020. Ha lasciato lo spettacolo il giorno dopo che Mingo ha iniziato la pubblicazione, citando come causa l'imminente programma di lavoro frenetico di una serie di manga settimanale. L'artista ha incluso alcuni dei suoi coinquilini dello spettacolo di Mingo, tra cui Ruka Nishinoiri nel capitolo uno e Hana Kimura dopo la sua morte nel maggio 2020. Il primo capitolo presenta anche un "Obake Inu" disegnato da Kaori Watanabe, accreditato come foxco.
La prima serie di Peppe, Mingo: Non pensare che tutti gli italiani siano popolari con le ragazze! (ミンゴ イタリア人がみんなモテると思うなよ?, ') ha iniziato la pubblicazione nel numero 46 del settimanale Big Comic Spirits di Shogakukan il 12 ottobre 2019. È una commedia basata sulla vita dell'artista e segue un uomo italiano di nome Mingo che si reca a Tokyo per diventare studiare giapponese. Mingo era un soprannome dato a Peppe al liceo; poiché voleva essere un artista di manga, fu chiamato "Manga", e questo alla fine si è evoluto in "Mingo". Per celebrare l'uscita del primo volume tankōbon, il 17 dicembre 2019 si è tenuto un evento presso l'Aoyama Book Center. Includeva un'intervista con l'artista, una presentazione di foto d'infanzia e un'apparizione del collega di Peppe Terrace House, Ryo Tawatari. Nell'aprile 2020, Mingo ha collaborato con il marchio di moda italiano Tod's. Il 30º e ultimo capitolo è stato pubblicato il 3 agosto 2020 nel numero 36/37, che comprendeva anche un'intervista a Peppe. Il quarto e ultimo volume tankōbon è stato pubblicato il 12 ottobre 2020.
A partire dal 30 aprile 2021 i quattro volumi di Mingo: Non pensare che tutti gli italiani siano popolari con le ragazze sono stati pubblicati anche in Italia, editi da Dynit.

## Opere
-Mingo: Non pensare che tutti gli italiani siano popolari con le ragazze (2019-2020)
-Endo (2023 - in corso)